# San Lorenzo in Damaso
Koordinaten: 41° 53′ 48,7″ N, 12° 28′ 19,2″ O
San Lorenzo in Damaso (lateinisch: Sancti Laurentii in Damaso) ist eine dem römischen Diakon und Märtyrer Laurentius von Rom geweihte Basilika und Titelkirche in Rom. Traditionell war der Titel mit dem Amt des Vizekanzlers der Heiligen Römischen Kirchen verbunden. Der Vorgängerbau aus dem Jahr 380 gehörte zu den ältesten Kirchen Roms. Er wurde im 15. Jahrhundert abgerissen und um 1497 durch die heutige Kirche ersetzt. Diese ist als Neubau einer Palastkirche in den riesigen Renaissance-Komplex des Palazzo della Cancelleria einbezogen und hat keine eigene äußere Fassade.

## Lage und Patrozinium

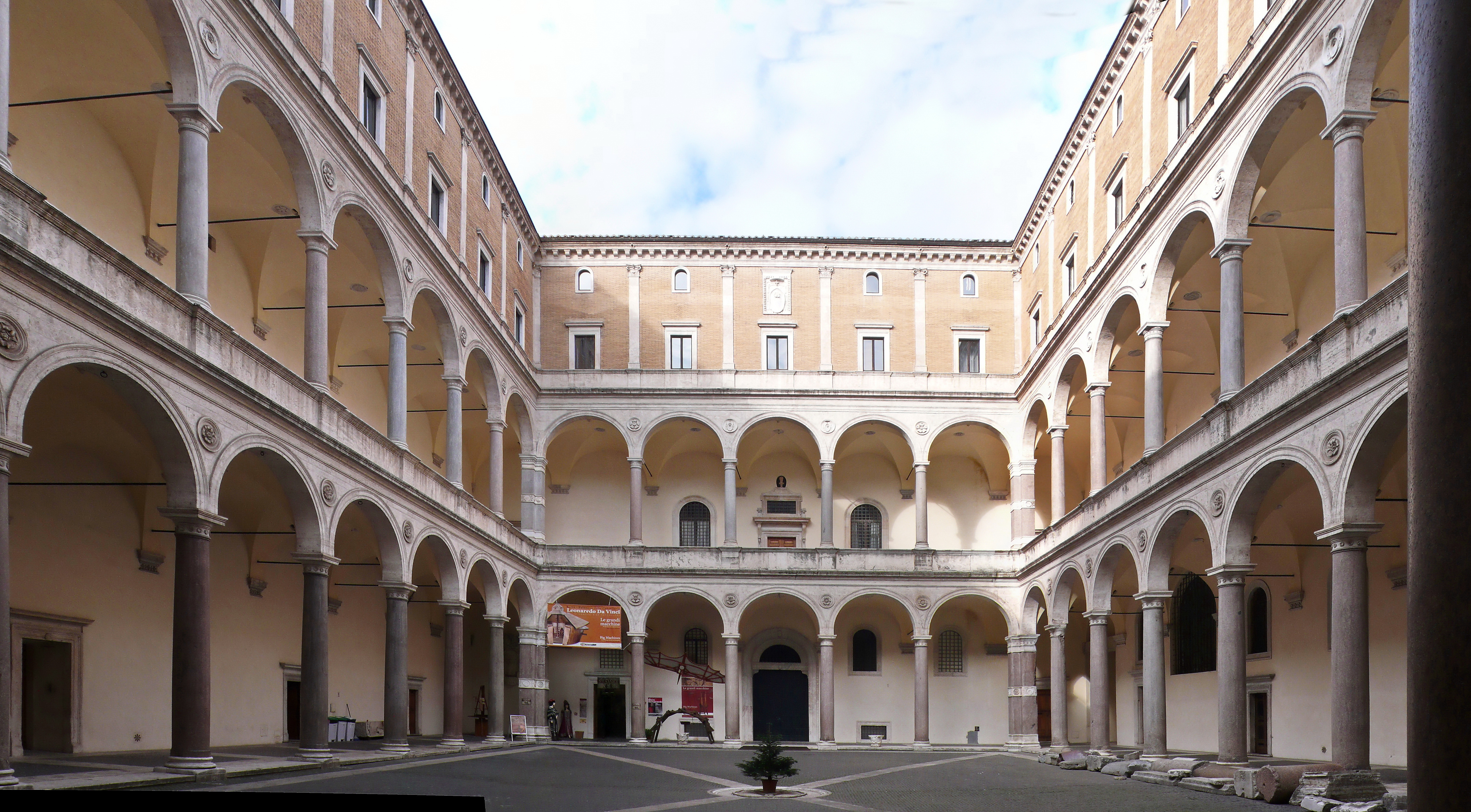
Innenhof der Cancelleria über dem Ausgrabungsfeld der Basilika von 380

Die Kirche liegt im VI. römischen Rione Parione zwischen dem Corso Vittorio Emanuele II und der Via del Pellegrino. Eine verloren gegangene, aber inhaltlich überlieferte Bauinschrift aus der ehemaligen Apsis der frühchristlichen Kirche besagt, dass Papst Damasus I. (366–384) um 380 auf dem Marsfeld eine Basilika hatte errichten lassen, die ursprünglich Christus geweiht war. Die dem Papst Damasus zugeschriebene Bauinschrift in der Form eines Distichons lautet:
HAEC DAMASVS TIBI CHRISTE DEVS NOVA TECTA DICAVI / LAVRENTII SAEPIVS MARTYRIS AVXILIO (EX VNICO CODICE VIRDVNENSE)
(Dieses neue Haus habe ich, Damasus, Dir Christus Gott geweiht, mit dem ständigen Beistand des Märtyrers Laurentius – aus dem einzigen Codex Veronensis).
Weil Damasus die Verehrung des Laurentius als dem nach Petrus und Paulus bekanntesten römischen Märtyrer besonders gefördert hatte, wurde die Titelkirche in der Folgezeit dem hl. Laurentius geweiht und als Ecclesia sancti Laurentii in Damaso bezeichnet. Bei diesem Kirchenbau handelte es sich um die erste Kirche auf dem Marsfeld, die durch ihre Nähe zum Theater des Pompeius und ihren Standort an der berühmten Via Triumphalis privilegiert war. Anlässlich der Kirchenrestaurierung unter Papst Hadrian I. (772–795) wird im Liber Pontificalis erstmals der Name Titulus Damasi verwendet.

## Geschichtlicher Überblick und Beschreibung der frühchristlichen Basilika
Die frühchristliche Kirche lag zwischen der heutigen Piazza della Cancelleria und den kaiserzeitlicher Bauten am südlichen Ende des Marsfeldes, wo sich bis dahin die Pferdeställe der „Wagenrenngemeinschaft der Grünen“ (stabula factionis prasinae = „Ställe der Grünen Mannschaft“) befunden hatten. Ein Hinweis darauf findet sich in der vollständigen Bezeichnung der Kirche: Ecclesia sancti Laurentii in Damaso quae alio nome appellatur in prasino (prasinus = grün). Weitere Bezeichnungen waren Basilica S. Laurentii ad theatrum Pompeji oder S. Laurentii in prasino.
Nach den schriftlichen Quellen, die mit den Ergebnissen der Ausgrabungen (1988–1991) übereinstimmen, war es eine dreischiffige Basilika (ca. 43 × 25 m), deren Mittelschiff durch Arkaden tragende Säulen von den – wegen der vorhandenen Fundamente – äußerst schmalen Seitenschiffen getrennt war. Die Apsis im Westen folgte wohl ebenfalls den Fundamenten der antiken Bebauung. Zwischen der Fassade im Osten und dem Langhaus lag ein Narthex, der sich mit drei Arkadenbögen zum Mittelschiff öffnete. Dessen Schmalseiten hatten nördlich und südlich über die Fluchtlinie der Seitenschiffe vorspringende Apsiden. Der Grund für diese bauhistorische Besonderheit könnte sich aus der heute nicht mehr vorhandenen Inschrift von der inneren Eingangswand ergeben:
ARCHIVIS FATEOR VOLVI NOVA CONDERE TECTA / ADDERE PRAETEREA DEXTRA LAEVAQVE COLVMNAS / QVAE DAMASI TENEAT PROPRIVM PER SAECVLA NOMEN
(„Ich bekenne, ich wollte für die Archive, die jahrhundertelang des Damasus Namen tragen eine neue Unterkunft schaffen und zur vorhergehenden rechts und links Säulen anfügen“).
Daraus wird entnommen, dass die Archive der Römischen Kirche aus der Zeit vor Damasus im rechten und linken Flügel des Narthex untergebracht waren. Dieses Archiv verblieb dort bis zur Einrichtung des Scrinium Sanctum (Heiligen Schreins) im Lateran im Jahr 649.
Die ergrabenen Mauerreste liegen heute zum größten Teil unter dem Innenhof des Palazzo della Cancelleria. Die Granitsäulen der alten Basilika sind in dem Arkadenhof der Cancelleria wiederverwendet worden. Bei den Grabungen wurden u. a. Säulenbasen, Chorschranken und Marmorinkrustationen gefunden.
Mitte des 8. Jahrhunderts fand die feierliche Übertragung der Reliquien des Gründerpapstes Damasus I. statt, der bis dahin in der Umgangsbasilika an der Via Ardeatina bestattet war. Restaurierungen der Kirche erfolgten unter den Päpsten Hadrian I., Leo III. (795–816) und Stephan IX. (1057–1058).
Mit dem Bau des Palazzo della Cancelleria von 1485 bis 1513 durch Kardinal Raffaele Riario, den Titular von San Lorenzo in Damaso, wurde die frühchristliche Basilika abgerissen und als Neubau nördlich neben dem bisherigen Standort und auf erhöhtem Niveau in den Palast so integriert, dass die neue Kirche ganz hinter der einheitlichen Palastfassade verschwindet. Der Palazzo war der erste Renaissancepalast der Stadt, entworfen von Leon Battista Alberti und ausgeführt u. a. von Donato Bramante, mit dem großartig gestalteten Innenhof. Der Gebäudekomplex erstreckt sich über ein ganzes Straßengeviert und liegt etwa zwei Meter über dem früheren Niveau. Weil der Bauherr Raffaele Riario damals auch Titelkardinal von San Giorgio in Velabro war, wurde sein neuer Palast zunächst Palazzo di San Giorgio genannt.
Auf Wunsch des Kardinals Francesco Barberini gestaltete Gian Lorenzo Bernini (1638–1640) das Presbyterium der Palastkirche im barocken Stil um, indem er die Apsis und die Confessio schuf. Im Februar 1703 wurde der durch ein Erdbeben beschädigte Innenhof der Kirche von Kardinal Ottoboni wieder aufgebaut, wie die Inschrift über dem Kircheneingang vom Cortile des Palazzo della Cancelleria bezeugt. Am 24. Januar 1752 fand in der Basilika einen Tag nach seiner Geburt die Taufe des Komponisten und Pianisten Muzio Clementi (1752–1832) auf die Namen Mutius Philippus Vincentius Franciscus Xaverius statt.
Während der französischen Besatzung unter Napoleon Bonaparte 1798 diente die Kirche zeitweise als Pferdestall, wurde jedoch 1807 von Giuseppe Valadier wieder hergerichtet. Dabei versetzte er das Presbyterium um zwei Bögen nach vorn, reduzierte das Hauptschiff auf ein Rechteck und überdeckte es mit einem Bogengewölbe.
1849 war die Cancelleria Sitz der Constituente, der verfassunggebenden Versammlung vor Ausrufung der Römischen Republik. Auch nach Eingliederung Roms in das Königreich Italien verblieb die Cancelleria in päpstlichem Besitz. Ende des 19. Jahrhunderts erhielt die Kirche auf Veranlassung von Papst Pius IX. (1846–1878) ihre Renaissance-Ausstattung weitgehend zurück. Virginio Vespignani entfernte dazu zwischen 1868 und 1882 viele Eingriffe von Valadier und Bernini. Seit 1929 nimmt das Gebäude am exterritorialen Status des Vatikans teil und gehört heute zum UNESCO-Weltkulturerbe des historischen Zentrums von Rom mit den Stätten des Heiligen Stuhls.
Die letzte Renovierung erfuhr die Kirche 1944 nach einem Brand im Innenraum, wobei auch der an das Presbyterium angrenzende große Raum des Giuseppe Valadier beseitigt wurde. Heute befindet sich in der Kirche neben den wichtigen Institutionen der Kurie im Palazzo della Cancelleria ein Teil der Vatikanischen Bibliothek.

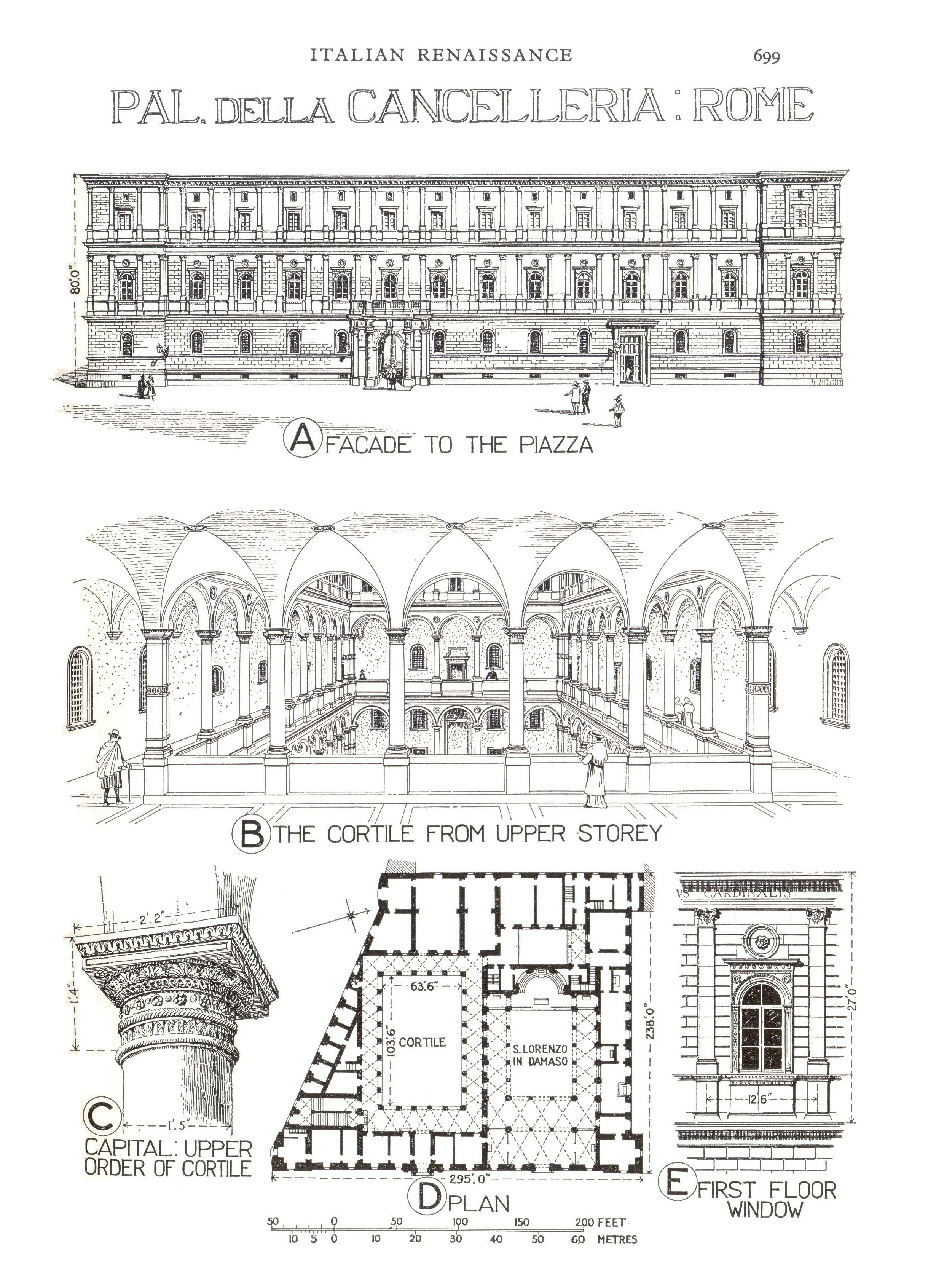
Bauzeichnungen der Cancelleria
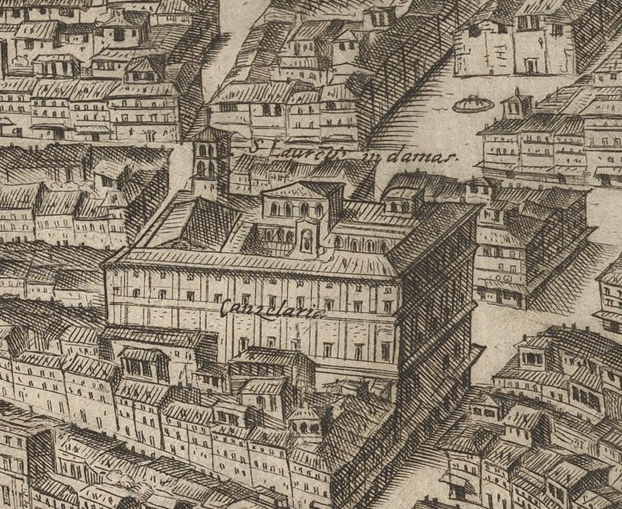
Palazzo della Cancelleria von Westen, Stich von Antonio Tempesta, 1593
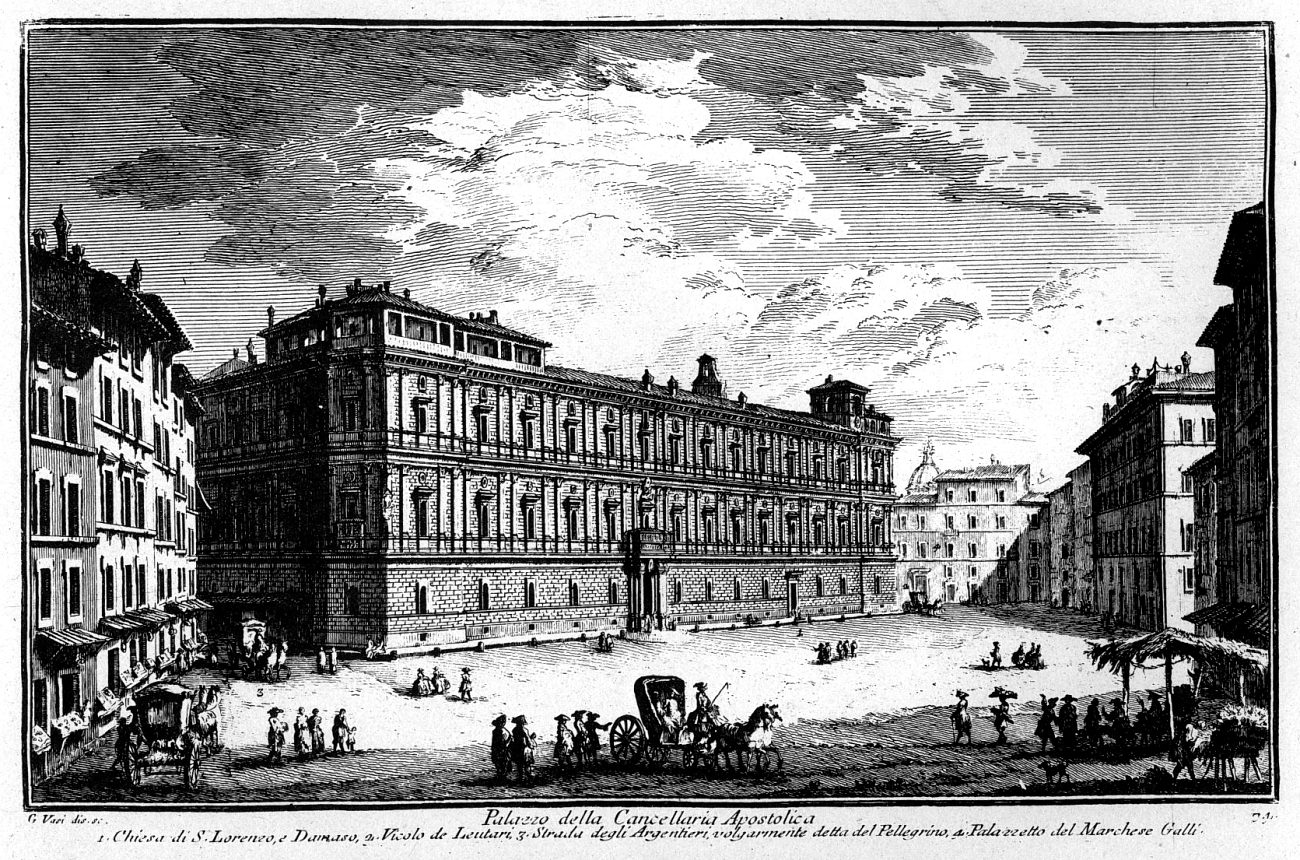
Palazzo della Cancelleria von Südosten, Stich von Giuseppe Vasi, 1748
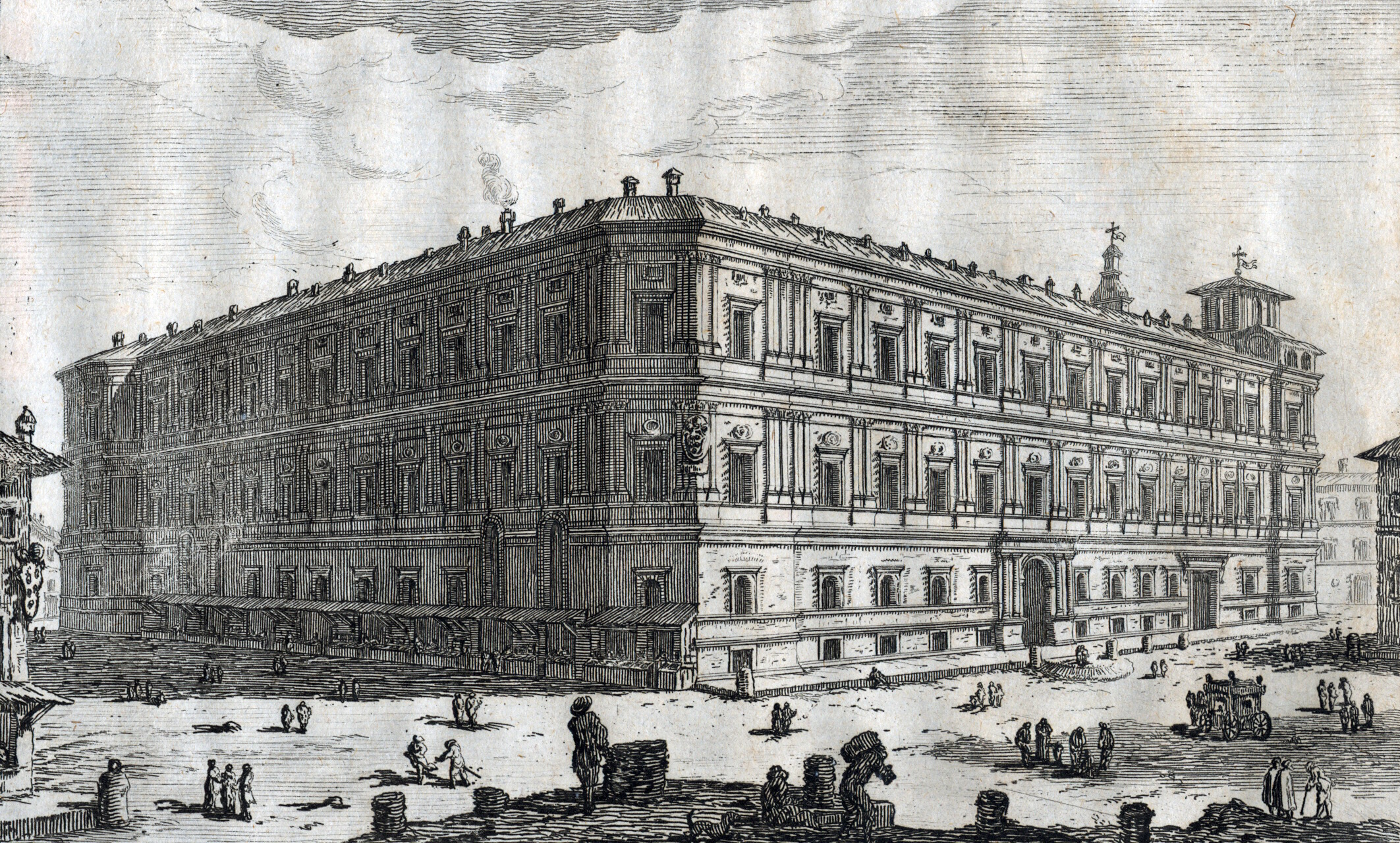
Palazzo della Cancelleria, Stich von Giovanni Battista Piranesi, 1770
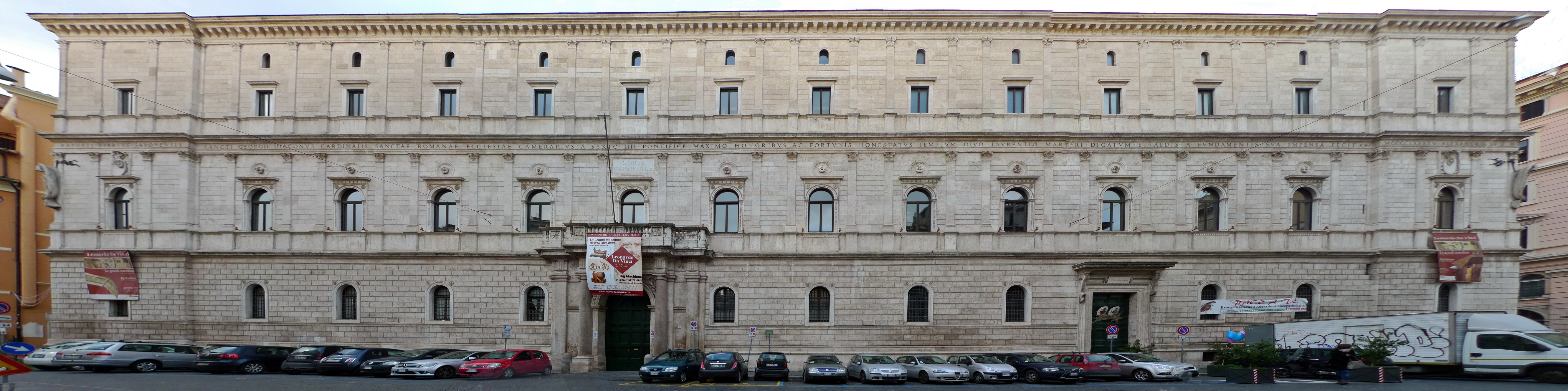
Heutiger Zustand der Cancelleria
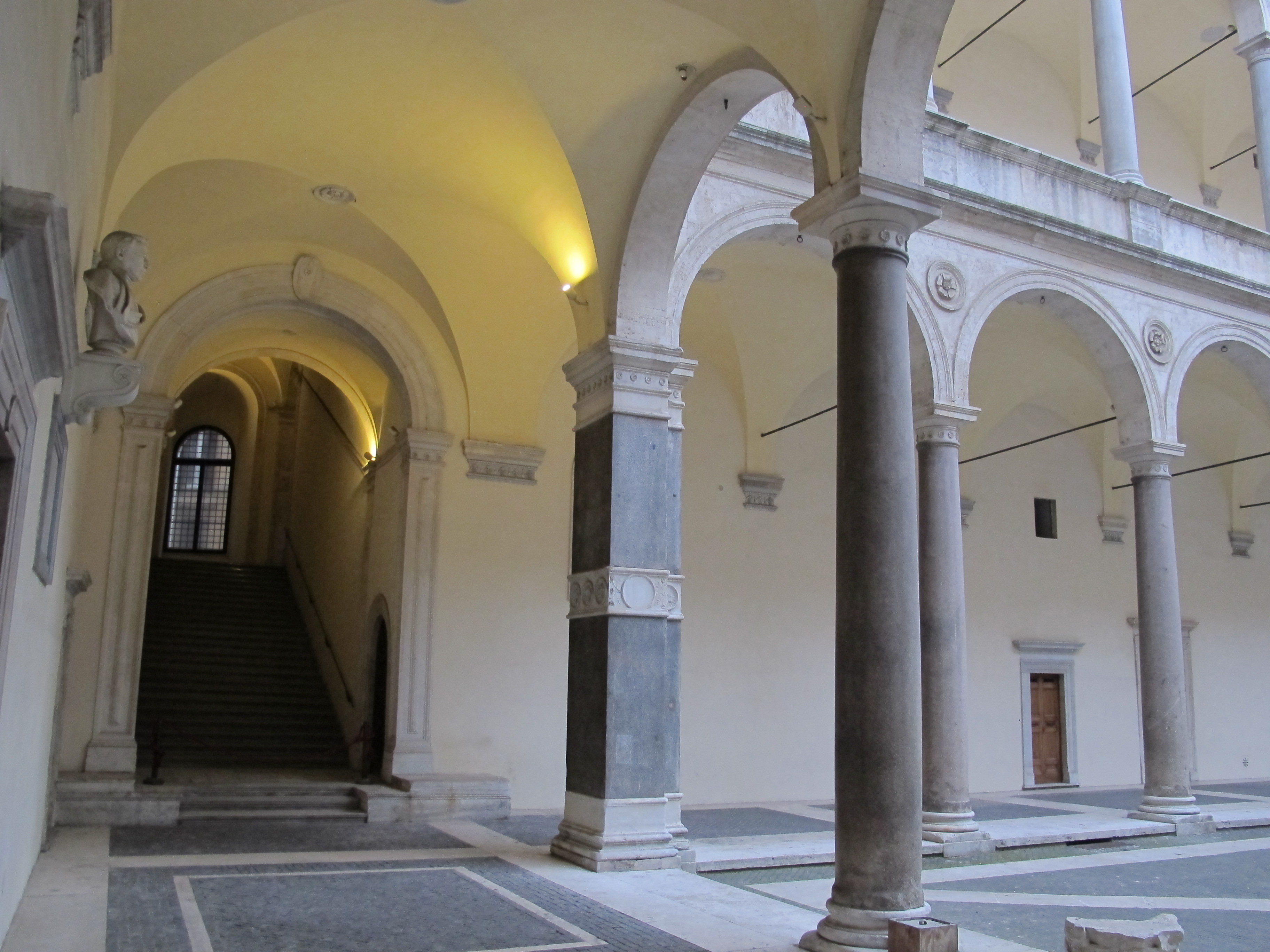
Zugang zum Innenhof
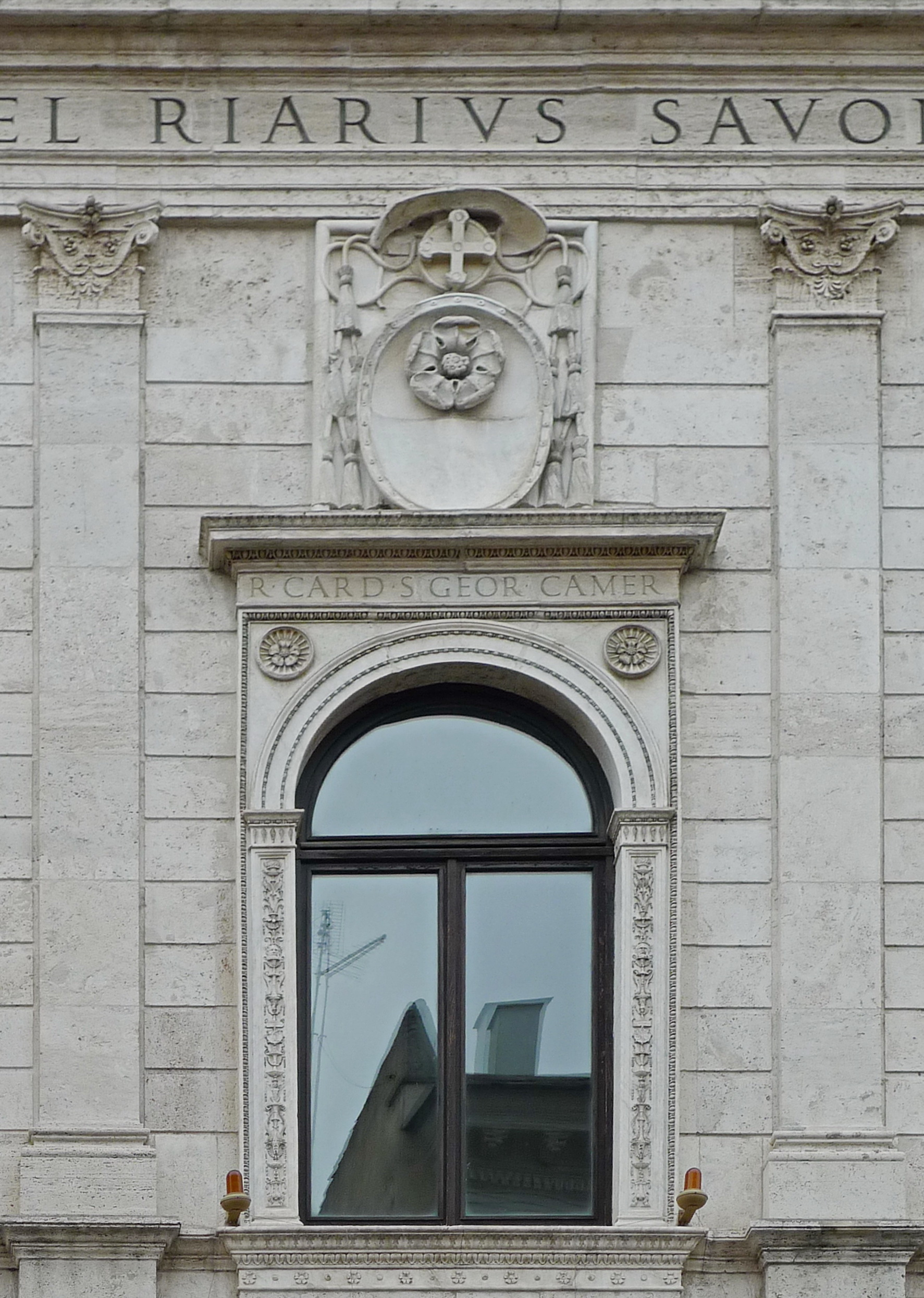
Fenster-Ädikula mit Wappen des Kardinals Raffaele Riario
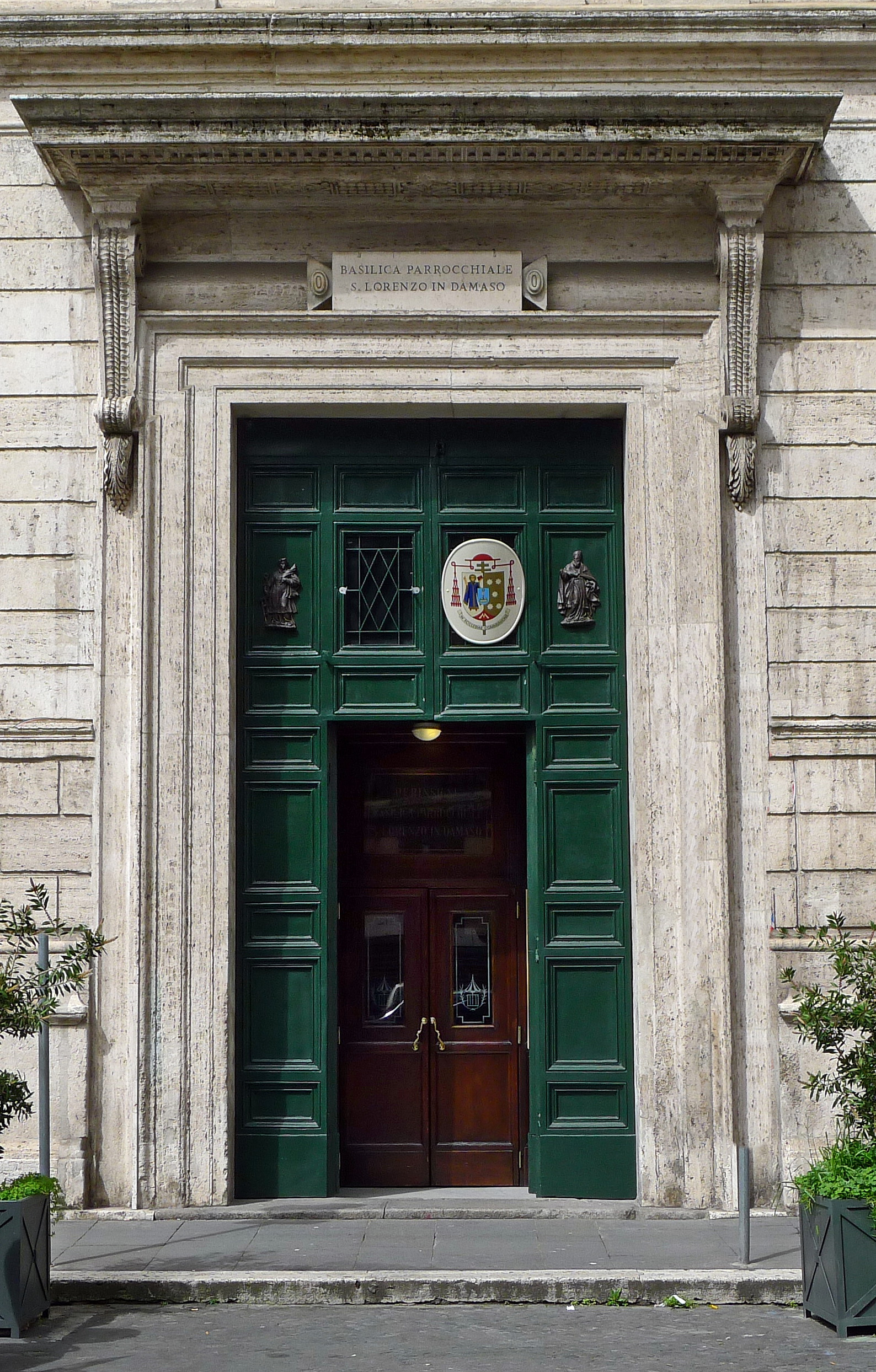
Portal der Palastkirche

## Architektur der Palastkirche

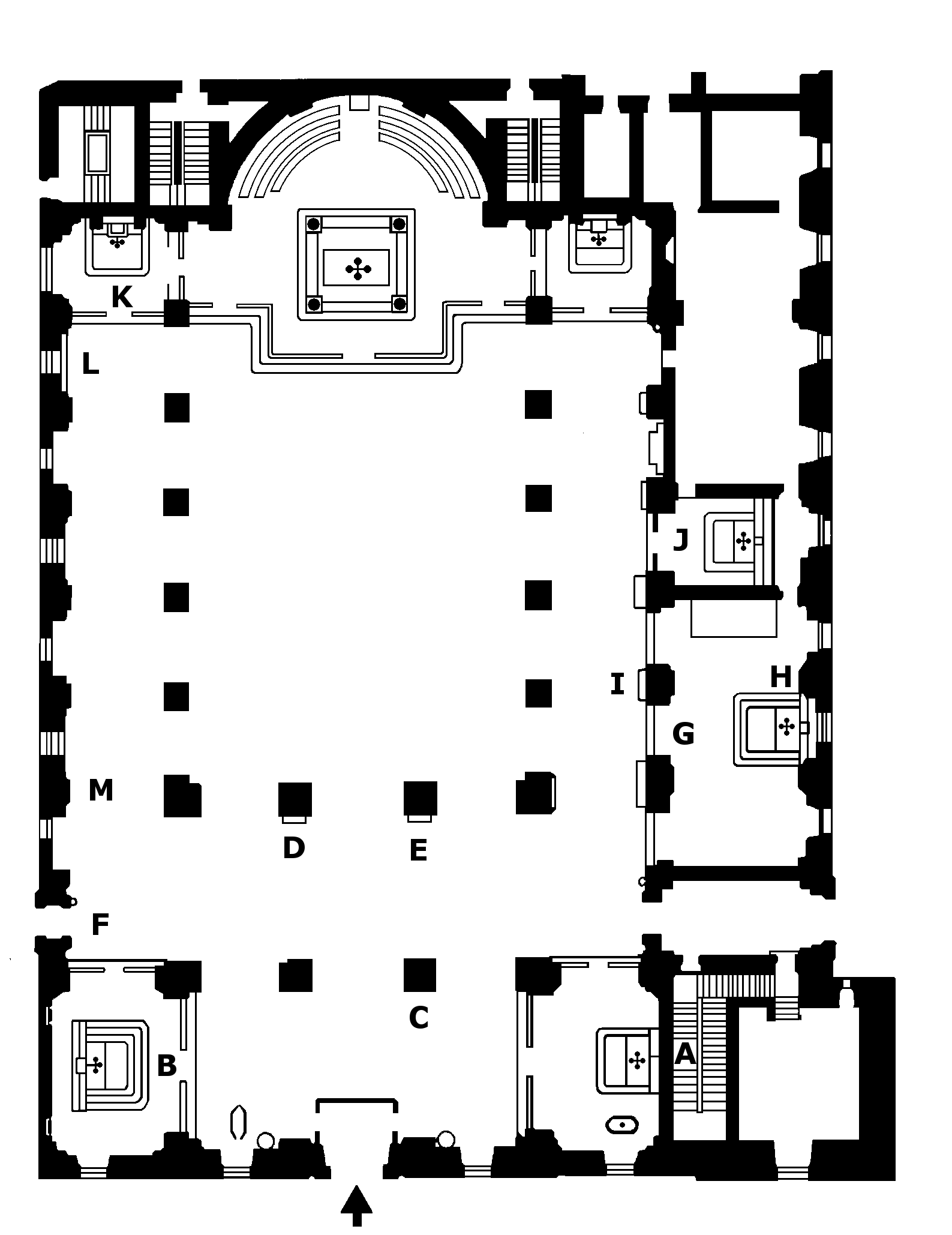
Grundriss der heutigen Kirche San Lorenzo in Damaso

Die heutige Kirche hat die Form einer dreischiffigen Basilika (48,60 × 34,40 m) mit flach gedecktem Mittelschiff und Kreuzgratgewölben in den Seitenschiffen. Starke Pfeiler tragen die Arkadenkonstruktion mit sechs Jochen. Das Mittelschiff hat die Höhe des Piano nobile, um dem Kirchenschiff Raum und Weite zu geben. „Viele Fenster sitzen zwar symmetrisch in der Fassade und im Hof, jedoch asymmetrisch in der Kirche, wie auch ihre Travertinpfeiler verraten, dass der Hof absoluten Vorrang genoss“.
Die strenge und monumentale Travertin-Fassade des Palazzo della Cancelleria wird im Erdgeschoss von zwei eleganten Portalen unterbrochen. Das kleinere Portal rechts führt zur Kirche. Der Kirchenbau ist in der Fassadengestaltung nicht mehr erkennbar, wie im ähnlich gelagerten Fall der Basilika San Marco neben dem Palazzo Venezia.

## Innenraum-Gestaltung und Ausstattung
Der Innenausbau der Palastkirche zum Ende des 15. Jahrhunderts wird u. a. Donato Bramante als mögliches Frühwerk in Rom zugeschrieben. Wie bei dem Palazzo della Cancelleria sind die Baumeister nicht mehr gesichert festzustellen. Das Kircheninnere zeigt heute wieder die Struktur des späten 15. Jahrhunderts mit der charakteristischen Raumdimensionierung und -aufteilung mit einer querliegenden, zweischiffigen Vorhalle im Osten, mit Arkaden auf fünfjochigen quadratischen Pilastern und Kreuzrippengewölben.
Im ersten Quergang der Vorhalle rechts befindet sich die Cappella Ruffo (A), die 1743 für den Kardinal Tommaso Ruffo umgebaut wurde. Das Altarbild zeigt Maria mit Kind sowie die Heiligen Philipp Neri und Nikolaus von Bari. Die Fresken im Deckengewölbe stellen Gottvater mit Nikolaus von Bari und die vier Kardinaltugenden dar. Der Nebenausgang der Kirche links der Ruffo-Kapelle führt auf den Corso Vittorio Emanuele II. Auf der linken Seite des ersten Quergangs ist die Sakraments-Kapelle (B) mit dem Altarbild 'Das letzte Abendmahl' von Vincenzo Berrettini (1818).

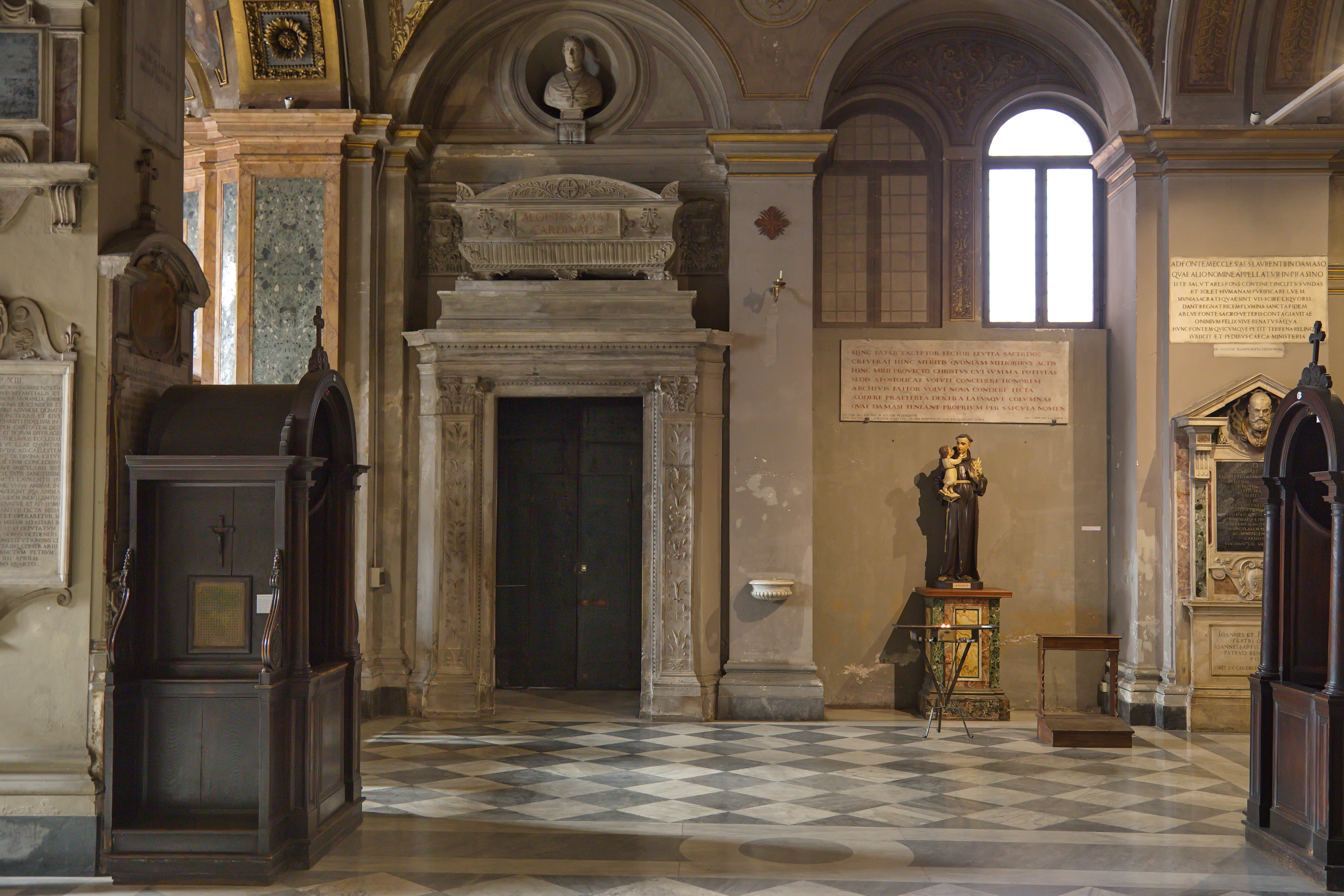
Ausgang zum Cortile (F)

Am Pilaster dem Eingang gegenüber ist das Grabmal des italienischen Opernkomponisten Giovanni Pacini (C). Im zweiten Quergang der Vorhalle stehen die Statuen der Heiligen Franziskus Xaverius (D) und Karl Borromäus (E) von Stefano Maderno aus dem Jahr 1610. Das Portal an der linken Seitenschiffwand (F) mit geschmückten Marmorpilastern vom Ende des 15. Jahrhunderts führt zum Innenhof des Palazzo della Cancelleria.
Im Hochaltar befindet sich die Grablege von Papst Damasus I. Eine Abbildung mit dem Hinweis auf sein Grab findet man heute noch am Altar. Eine im British Museum aufbewahrte Projektzeichnung (AN39944001) zeigt den im Auftrag von Kardinal Ludovico Trevisan angefertigten Entwurf für den Hochaltar der Kirche. L. Frommel ordnet diese Projektzeichnung dem Leon Battista Alberti zu. Den heutigen Baldachin auf vier Alabastersäulen schuf Virginio Vespignani. Das Altarbild mit der Krönung Mariens und den Heiligen Petrus, Paulus, Laurentius und Damasus wurde von Federico Zuccari für diese Kirche geschaffen.
Rechtes Seitenschiff: Die Kruzifix- oder Massimokapelle (G) ist 1582 durch das Zusammenlegen von drei Kapellen entstanden. Auf dem Altar ein qualitätvolles Holzkreuz (H) aus der römischen Schule des 14. Jahrhunderts. An der Außenseite das Grabmal der 1837 verstorbenen Prinzessin Maria Gabriella di Savoia Massimo (I). Kapelle Sacro Cuore (J): außen befindet sich das Grabdenkmal des italienischen Politikers und Diplomaten Pellegrino Rossi (1854).
Linkes Seitenschiff: Die Kapelle links neben dem Presbyterium (K) hat Pietro da Cortona gemeinsam mit Giovanni Francesco Romanelli 1635 bis 1638 mit toskanischen Architekturformen umgestaltet. Auf dem Altar wird eine Ikone der Gottesmutter aus dem 12. Jahrhundert aufbewahrt, die 1635 aus der Chiesa di Santa Maria in Grottapinta hierher übertragen wurde. Es ist eine der sechs in Rom noch vorhandenen Kopien des seit dem 5. Jahrhundert nachgewiesenen ikonographischen Typus der Hagiosoritissa („aus dem Heiligen Schrein“ einer Marienkirche in Konstantinopel, in dem Marienreliquien verwahrt wurden), die auch als Maria Advocata („Maria als Fürbitterin“) bezeichnet wird. Die älteste „Maria Advocata“ Roms, die wahrscheinlich im 6. Jahrhundert entstanden ist, befand sich lange Zeit in der Kirche San Sisto Vecchio und wird heute in der Dominikanerinnen-Kirche Santa Maria del Rosario auf dem Monte Mario verehrt.
In der folgenden Seitenkapelle befinden sich die Grabmonumente von Kardinal Ludovico Trevisan (L) von 1505 und des Dichters Annibale Caro (M) von 1566, die der Schule des Andrea Bregno zugeschrieben werden.

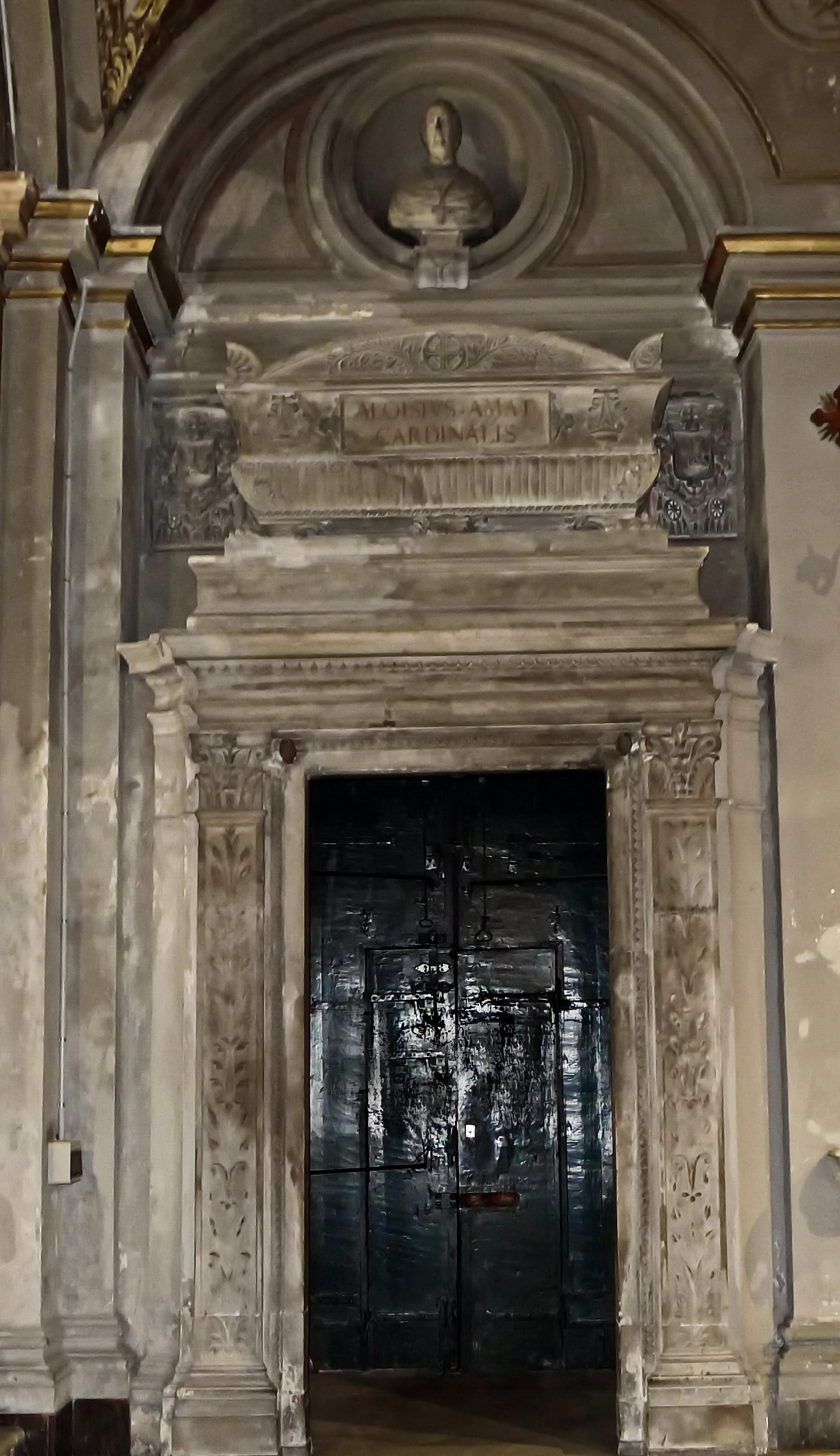
Durchgang von der Kirche zum Kolonnadenhof
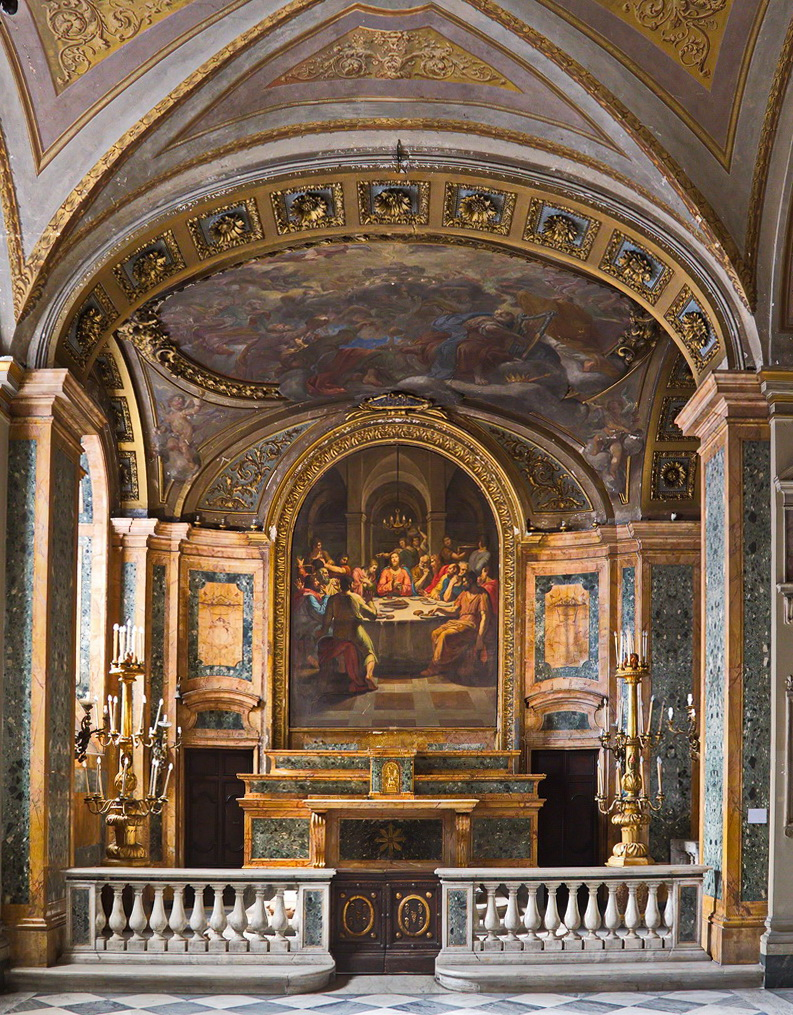
Sakramentskapelle (B)
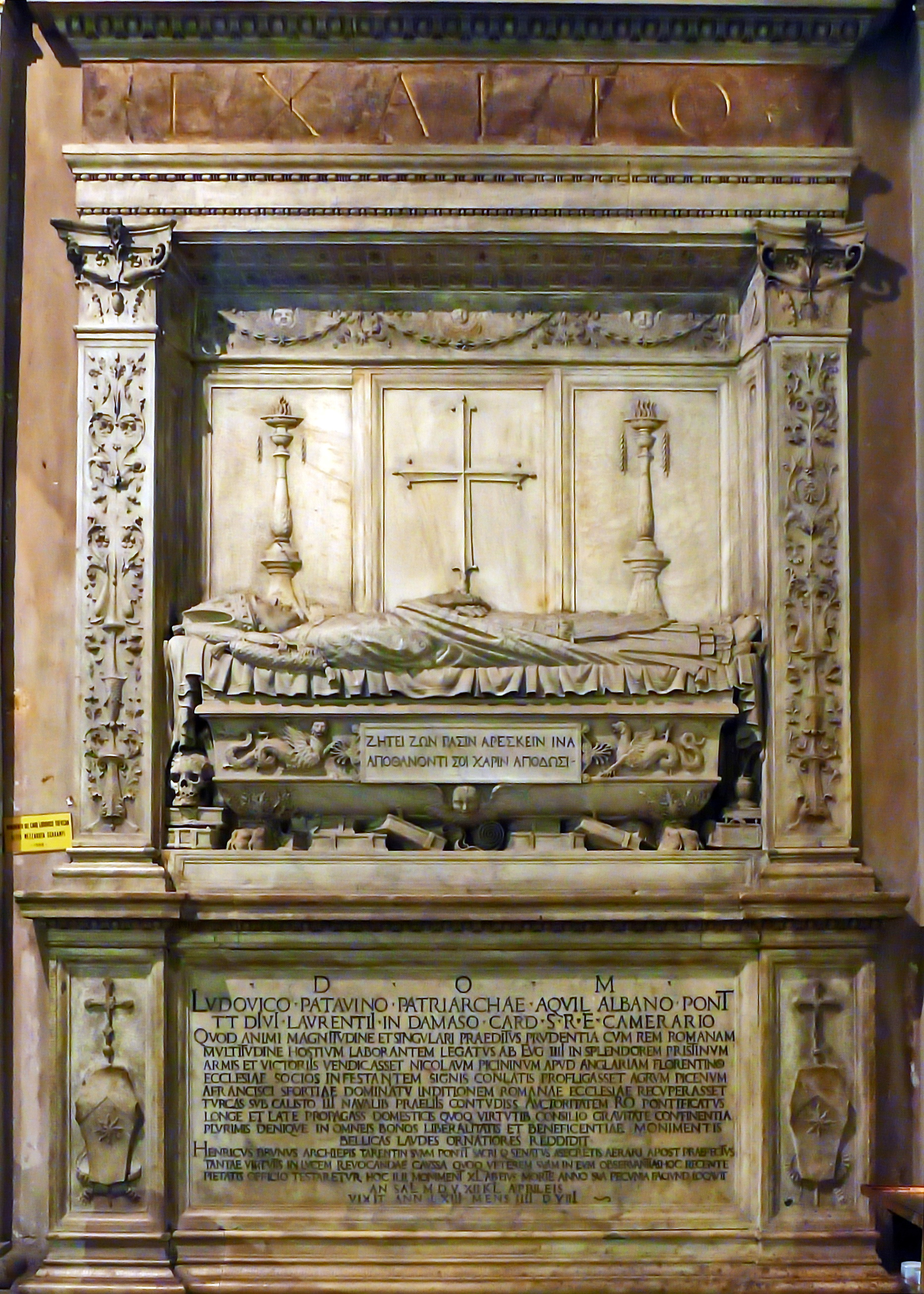
Grabmonument (L) für Kardinal Ludovico Trevisan Mezzarota Scarampo
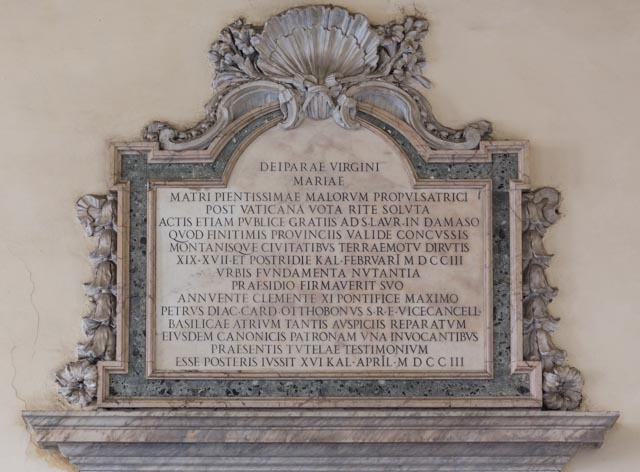
Gedenktafel zum Wiederaufbau des Kolonnadenhofs im Palazzo della Cancelleria, Rom
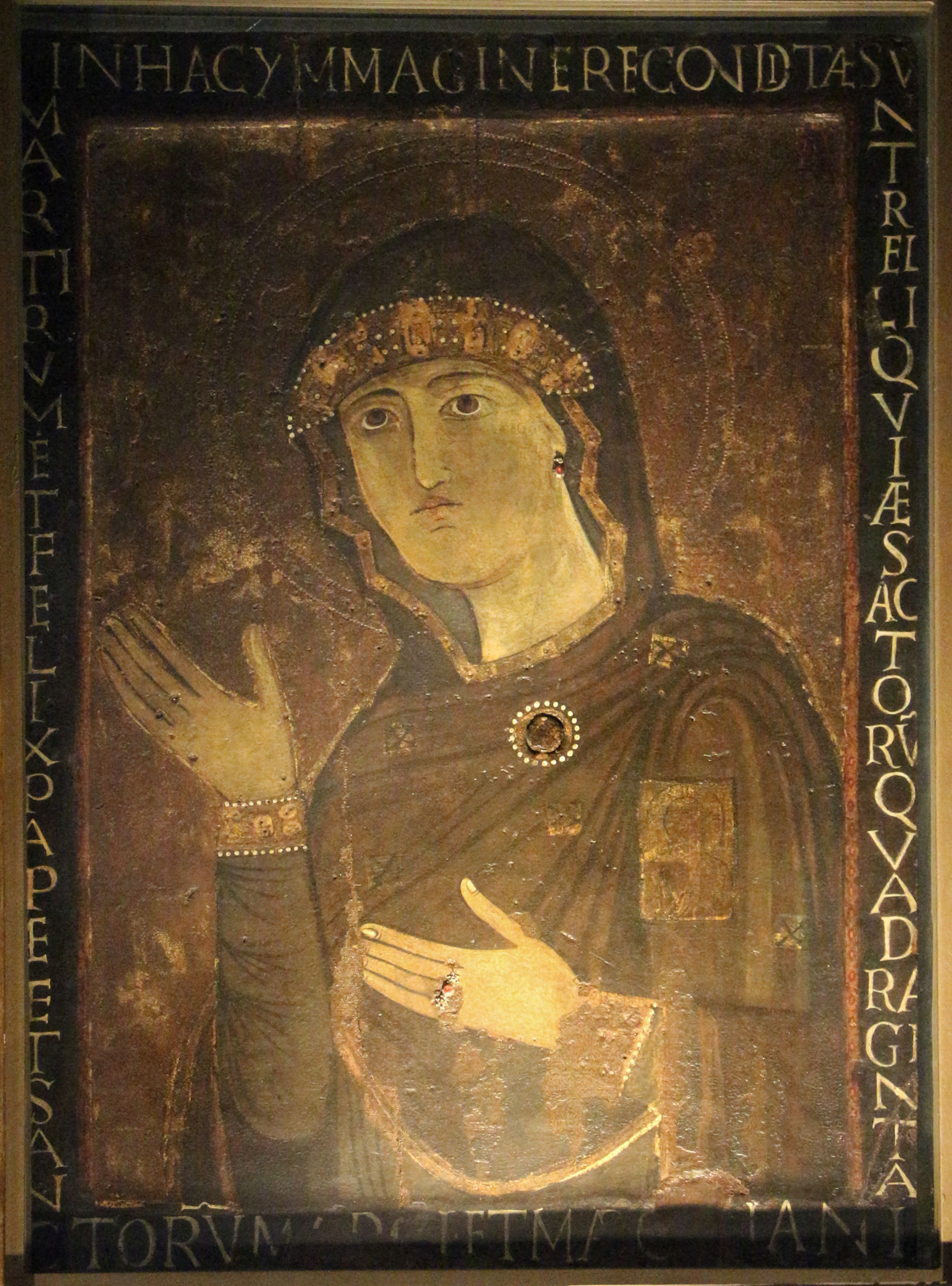
Marienikone, Kopie des 12. Jahrhunderts der Maria Advocata

Die Geschichte der Orgeln in San Lorenzo lässt sich in das 16. Jahrhundert zurückverfolgen. Die heutige Orgel wurde 1908 von der Orgelbaufirma Balbiani-Vegezzi Bossi erbaut und 1979 von der Orgelbaufirma Mascioni elektrifiziert. Das Instrument hat 20 Register auf zwei Manualen und Pedal.
| I Grand’Organo C-g3 |       |
| Principale          | 16′   |
| Principale          | 08′   |
| Flauto              | 08′   |
| Salicionale         | 08′   |
| Ottava I            | 04′   |
| Ottava II           | 04′   |
| XII                 | 2 ⁄3′ |
| XV                  | 02′   |
| Ripieno IV          |       |
| Campane             |       |

| II Espressivo C-g3 |    |
| Bordone            | 8′ |
| Viola              | 8′ |
| Ottava             | 4′ |
| Flauto Armonico    | 4′ |
| Oboe               | 8′ |
| Concerto Viole III |    |

| Pedale C-f1 |     |
| Basso       | 16′ |
| Subbasso    | 16′ |
| Ottava      | 08′ |
| Campane     |     |

- Koppeln: II/I, I/P, II/P, jeweils auch als Superoktavkoppeln; I/I und II/II als Superoktavkoppeln

## Kardinalpriester
- Liste der Kardinalpriester von San Lorenzo in Damaso